# Muong (etnia)
Os Mường(Vietnamita: Người Mường) possui a terceira maior população, entre os 53 grupos minoritários do Vietnã, estimada em 1,2 milhões. Estão localizados nas regiões Noroeste (Província de Hoa Binh e na Costa do Centro-Norte (Província de Thanh Hoa).